# Sicalis auriventris
O canário-dourado é uma ave passeriforme da família Emberizidae que vive no sudoeste da América do Sul. Pode ser encontrada na Argentina e no Chile. Seus  habitats naturais são matas tropicais ou subtropicais de alta altitude, temperado com pastagens e florestas secundárias altamente degradadas. Esta espécie possui uma faixa de localização muito grande e, portanto, não se aproxima dos limites para vulnerabilidade sob o critério do tamanho da extensão de ocorrência.  A tendência populacional parece ser estável, apesar do tamanho da população não ter sido quantificado.